# روجييرو ريتسيتيلي
روجييرو ريتسيتيلي (Ruggiero Rizzitelli؛ مواليد 2 سبتمبر 1967 في مارغيريتا دي سفويا بمقاطعة بارليتا أندريا تراني) هو لاعب كرة قدم إيطالي سابق. لعب مع منتخب إيطاليا لكرة القدم.

## روابط خارجية
- روجييرو ريتسيتيلي على موقع الاتحاد الدولي (مؤرشف)  (الإنجليزية)
- روجييرو ريتسيتيلي على موقع الاتحاد الأوربي (الإنجليزية)
- روجييرو ريتسيتيلي على موقع قاعدة بيانات كرة القدم.إي يو (الإنجليزية)
- روجييرو ريتسيتيلي على موقع بيانات كرة القدم. دي إي (الألمانية)
- روجييرو ريتسيتيلي على موقع ناشيونال فوتبول تيمز (الإنجليزية)
- روجييرو ريتسيتيلي على موقع عالم كرة القدم.نت (الإنجليزية)
- روجييرو ريتسيتيلي على موقع أوليمبيديا (الإنجليزية)